# 中野五郎 (政治家)
中野 五郎（なかの ごろう、1946年5月13日 - ）は、日本の政治家。元大分県臼杵市長（4期）、元野津町長（1期）。

## 来歴
大分県北海部郡下ノ江村（現・臼杵市）出身。1965年（昭和40年）3月、大分県立臼杵高等学校卒業。1973年（昭和48年）3月、九州大学大学院修了。
1974年（昭和49年）3月、野津町役場に採用される。2001年（平成13年）4月、野津町長に就任。2005年（平成17年）1月1日、野津町は旧臼杵市と新設合併を行い、新制の臼杵市が発足。同年3月、臼杵市助役に就任。
2009年（平成21年）1月11日告示、1月18日投票の臼杵市長選挙で無投票により初当選した。1月20日、市長就任。2013年（平成25年）、無投票により再選。2017年（平成29年）、3選。2021年（令和3年）、無投票で4選。

## 市政
- 2021年（令和3年）4月1日、LGBTなど性的少数者のカップルが婚姻に相当する関係にあると認める「パートナーシップ宣誓制度」を導入した[5]。あわせて市は全職員に制度についての研修を実施する[6]。